# Aaron Brink
Aaron Franklin Brink (* 12. November 1974 in Newport Beach, Kalifornien; † 26. Mai 2023 in San Diego, Kalifornien) war ein US-amerikanischer Mixed-Martial-Arts-Kämpfer, der unter dem Pseudonym Dick Delaware als Pornodarsteller auftrat.

## Leben
Aaron Brink wuchs bei seinem alleinerziehenden Vater in Huntington Beach auf. In seiner Jugend entwickelte er eine Leidenschaft für Ringen und Surfsport. Er besuchte die Huntington High School, wurde jedoch hinausgeworfen, weil er in viele Schlägereien verwickelt war. Von 1989 bis 1992 verbrachte er viel Zeit in Besserungsanstalten für Jugendliche.
Er wurde später wegen Drogenschmuggel aus Mexiko in die Vereinigten Staaten verhaftet und zu einer Freiheitsstrafe auf Terminal Island verurteilt. Dort trainierte er mit einem Sandsack. Mit 24 Jahren wurde er entlassen. 1998 begann er eine Karriere als Mixed-Martial-Arts-Kämpfer. Er kämpfte in der Leichtschwergewicht-Klasse und trat für Ligen wie King of the Cage, RINGS, Ultimate Fighting Championship (UFC) und World Extreme Cagefighting (WEC) an. Während seiner über 20-jährigen Karriere hatte er 58 professionelle Kämpfe, von denen er 29 gewann (davon 25 per KO und vier durch Aufgabe) und 27 verlor.
Parallel dazu begann er ab 2002 als Pornodarsteller zu arbeiten. Er spielte in mehr als 500 Filmen mit, unter anderem in Spider-Man XXX: A Porn Parody, für den er 2012 für einen AVN Award nominiert war. Seine Karriere als Pornostar war zunächst in den Mainstream-Medien nicht bekannt, bis er in der Dokumentarserie Intervention auf A&E über seine Methamphetamin-Sucht berichtete.
Brink starb am 26. Mai 2023 im Alter von 48 Jahren.

## Privatleben
Brink heiratete 1999 die Tochter des kalifornischen Politikers Randy Voepel. Die beiden ließen sich 2001 wieder scheiden. Die Ehe war durch Gewalt und Drogen geprägt.
2007 heiratete er die Pornodarstellerin Cassandra Cruz, mit der er 2011 in der Reality-TV-Serie Divorce Court auftrat.
Sein ganzes Leben lang kämpfte Brink gegen seine Drogensucht und kam immer wieder mit dem Gesetz in Konflikt.
Er ist der Vater von Anderson Lee Aldrich, der für den Amoklauf im LGBTQ-Klub Club Q am 19. und 20. November 2022 verantwortlich war. Aldrich tötete dort fünf Gäste und verletzte 25 weitere zum Teil schwer. Aldrich lebte ab 2007 abwechselnd bei seiner Mutter und seiner Großmutter mütterlicherseits. Er hatte sich von seinem Vater dissoziiert und zog nach Colorado, wo er einen anderen Namen annahm. In einem Interview äußerte sich Brink zunächst homophob und dachte, sein Sohn wäre homosexuell, was er als gläubiger Mormone und konservativer Republikaner ablehnte. Als er jedoch von den Opfern erfuhr, entschuldigte er sich für seine diesbezüglichen Kommentare.

## Filmografie (Auswahl)

### Pornofilme
- 2003: Cum Drippers 4
- 2003: Not Just Another 8 Teen Movie
- 2003: Hellcats
- 2003: Oops … You Took My Innocence
- 2004: Proud to Ne a Baby Doll
- 2004: Sex in the Sun
- 2004: 7 the Hard Way 2
- 2004: Service Animals 14
- 2011: Spider-Man XXX: A Porn Parody
- 2022: Family Guy: The XXX Parody
- 2013: This Ain’t Terminator XXX
- 2013: Thor XXX: An Axel Braun XXX Parody

### Reality-TV
- 2009: Intervention (Episode: Aaron & Andrea)
- 2011: Divorce Court (Episode: Aaron vs. Vanessa Brink)